# Galanthus lagodechianus
Galanthus lagodechianus là một loài thực vật có hoa trong họ Amaryllidaceae. Loài này được Kem.-Nath. mô tả khoa học đầu tiên năm 1947.